# Tayinloan
Tayinloan ist eine kleine Ortschaft in der schottischen Council Area Argyll and Bute. Sie liegt an der Ostküste der Halbinsel Kintyre etwa 25 km südwestlich von Tarbert und 27 Kilometer nordwestlich von Campbeltown. Bei der Volkszählung 1971 wurden in Tayinloan 100 Einwohner verzeichnet.

## Verkehr
Tayinloan ist direkt an der A83 gelegen, welche Kintyre ab Campbeltown mit dem Central Belt verbindet. Eine Eisenbahnverbindung besteht nicht. An der Küste befindet sich ein Schiffsanleger, der regelmäßig von Fähren bedient wird. Derzeit besteht nur eine Verbindung nach Ardminish auf der Insel Gigha. Die etwa fünf Kilometer weite Fahrt über den Gigha-Sund nimmt etwa 20 Minuten in Anspruch.

## Sehenswürdigkeiten
Bei Tayinloan befinden sich drei Denkmäler aus der höchsten schottischen Denkmalkategorie A. Das Herrenhaus Killean House stammt aus den 1880er Jahren. Als Architekt des Hauses fungierte John Burnet. Die aus dem 12. Jahrhundert stammende Kirche Killean Chapel ist heute nur noch als Ruine erhalten. Auf dem umgebenden Friedhof sind zahlreiche mittelalterliche Grabsteine und Kreuzplatten zu sehen. Die Doppelhäuser Doll’s Houses sind ein Entwurf von John James Burnet und wurden 1895 fertiggestellt.